# Gerald B. Greenberg
Pour les articles homonymes, voir Greenberg.
Gerald B. Greenberg, dit Jerry Greenberg, est un monteur américain né le 29 juillet 1936 à New York aux États-Unis et mort le 22 décembre 2017 à Santa Monica.
Il a remporté un Oscar et un BAFTA pour le montage de French Connection. Il a aussi été nommé pour Kramer vs. Kramer (1979) et Apocalypse Now (1979). Il a été élu aux American Cinema Editors, organisation qui l'a honoré en 2015 avec son Lifetime Achievement Award récompensant une carrière.

## Filmographie
- 1965 : A Thousand Clowns (mixage de son)
- 1968 : Bye Bye Braverman
- 1968 : Trois Étrangers (The Subject Was Roses)
- 1970 : Les Garçons de la bande
- 1971 : French Connection
- 1973 : Police Puissance 7
- 1975 : Le Joyeux Prostitué
- 1976 : The Missouri Breaks
- 1979 : Apocalypse Now
- 1979 : Kramer vs. Kramer
- 1981 : Reds (1981) (monteur additionnel)
- 1983 : Scarface
- 1984 : Body Double
- 1985 : Savage Dawn
- 1987 : Les incorruptibles
- 1989 : Le sapin a les boules (National Lampoon's Christmas Vacation)
- 1990 : L'Éveil (Awakenings)
- 1991 : For the Boys
- 1998 : American History X
- 2000 : Duos d'un jour
- 2000 : Get Carter
- 2006 : Invincible
- 2009 : The Answer Man
- 2010 : Privileged

## Distinctions

### Récompenses
| Année | Cérémonie        | Catégorie                 | Film              |
| ----- | ---------------- | ------------------------- | ----------------- |
| 1972  | Oscars du cinéma | Oscar du meilleur montage | French Connection |
| 1973  | BAFTA Awards     | BAFTA du meilleur montage | French Connection |

### Nominations
| Année | Cérémonie                      | Catégorie                                                                  | Film                 |
| ----- | ------------------------------ | -------------------------------------------------------------------------- | -------------------- |
| 1972  | American Cinema Editors Awards | American Cinema Editors Awards du meilleur montage dans un film dramatique | French Connection    |
| 1980  | Oscars du cinéma               | Oscar du meilleur montage                                                  | Apocalypse Now       |
| 1980  | Oscars du cinéma               | Oscar du meilleur montage                                                  | Kramer contre Kramer |
| 1980  | BAFTA Awards                   | BAFTA du meilleur montage                                                  | Apocalypse Now       |
| 1980  | BAFTA Awards                   | BAFTA du meilleur montage                                                  | Kramer contre Kramer |